# NGC 312
NGC 312 es una galaxia elíptica de la constelación de Fénix. 
Fue descubierta el 5 de septiembre de 1836 por el astrónomo John Herschel.